# Micro-région de Kalocsa
La micro-région de Kalocsa (en hongrois : kalocsai kistérség) est une micro-région statistique hongroise rassemblant plusieurs localités autour de Kalocsa.

## Localités
| Bátya      | Drágszél  | Dunapataj | Dunaszentbenedek | Dunatetétlen |
| Dusnok     | Fajsz     | Foktő     | Géderlak         | Hajós        |
| Harta      | Homokmégy | Kalocsa   | Miske            | Ordas        |
| Öregcsertő | Solt      | Szakmár   | Újtelek          | Uszód        |